# Episodi di Joséphine, ange gardien (diciannovesima stagione)
La diciannovesima stagione della serie televisiva Joséphine, ange gardien è stata trasmessa in anteprima in Francia da TF1 tra il 22 ottobre 2018 e il 26 agosto 2019.
| nº | Titolo originale                    | Titolo italiano                       | Prima TV Francia | Prima TV Italia  |
| -- | ----------------------------------- | ------------------------------------- | ---------------- | ---------------- |
| 89 | Graines de Chef                     | Aspirante chef alla prova             | 22 ottobre 2018  | 2 luglio 2021    |
| 90 | 1998-2018 Retour Vers le Futur      | 1998-2018 Ritorno al futuro           | 12 novembre 2018 |                  |
| 91 | Un Noël Recomposé                   | Caro Babbo Natale                     | 18 dicembre 2018 | 30 dicembre 2019 |
| 92 | L'Incroyable Destin de Rose Clifton | L'incredibile destino di Rose Clifton | 8 aprile 2019    | 2 luglio 2021    |
| 93 | Enfin libres!                       | Finalmente liberi!                    | 26 agosto 2019   | 9 luglio 2021    |

## Episodio 89: Aspirante chef alla prova
- Titolo originale: '
- Diretto da:
- Scritto da:

## Episodio 90: 1998-2018 Ritorno al futuro
- Titolo originale: '
- Diretto da:
- Scritto da:

## Episodio 91: Caro Babbo Natale
- Titolo originale: '
- Diretto da:
- Scritto da:

## Episodio 92: L'incredibile destino di Rose Clifton
- Titolo originale: '
- Diretto da:
- Scritto da:

### Trama
Avventura niente meno che nel Far West questa volta per Joséphine alle prese con il terribile banchiere Ulysse, uomo potente e senza scrupoli che vuole impadronirsi di tutte le terre del villaggio. Rose, la cliente di Joséphine, rimasta vedova senza un quattrino e con una figlia pronta al matrimonio con il timido sceriffo, decide di gestire in autonomia il saloon del marito ma questo scatenerà le malelingue e tutta una serie di dinamiche nel villaggio in quanto non si era mai vista una donna cosi audace. Grazie all'aiuto di Joséphine, del mercenario Wyatt e del indiano Yuma, Rose riuscirà a trovare il coraggio di superare tutte le difficoltà e a fare luce sulla morte del marito e sulle morti sospette di tutto il bestiame delle fattorie dei dintorni scoprendo un complotto ai danni dei contadini. Fra mille pericoli, minacce, aggressioni ma anche tenerezza, amore e riscatto sia Rose che sua figlia scopriranno il valore della parola "libertà".

## Episodio 93: Finalmente liberi
- Titolo originale: '
- Diretto da:
- Scritto da:

### Trama
Avventura in Martinica per Joséphine. Per scoprire la storia degli antenati della sua cliente farà un viaggio indietro nel tempo fino all'epoca delle piantagioni di canna da zucchero per aiutare lo schiavo Scipion e la sua amata Venus a fuggire dalla schiavitù, vivere insieme e crescere il loro bambino da persone libere. Viene aiutata nell'intento dal piccolo Felix, giovane schiavo alfabetizzato al quale era concesso vivere in casa, e dalla piccola Lisonne, nipote del proprietario terriero, cresciuti come migliori amici e combinaguai a non finire.